# 埃塔尔修道院

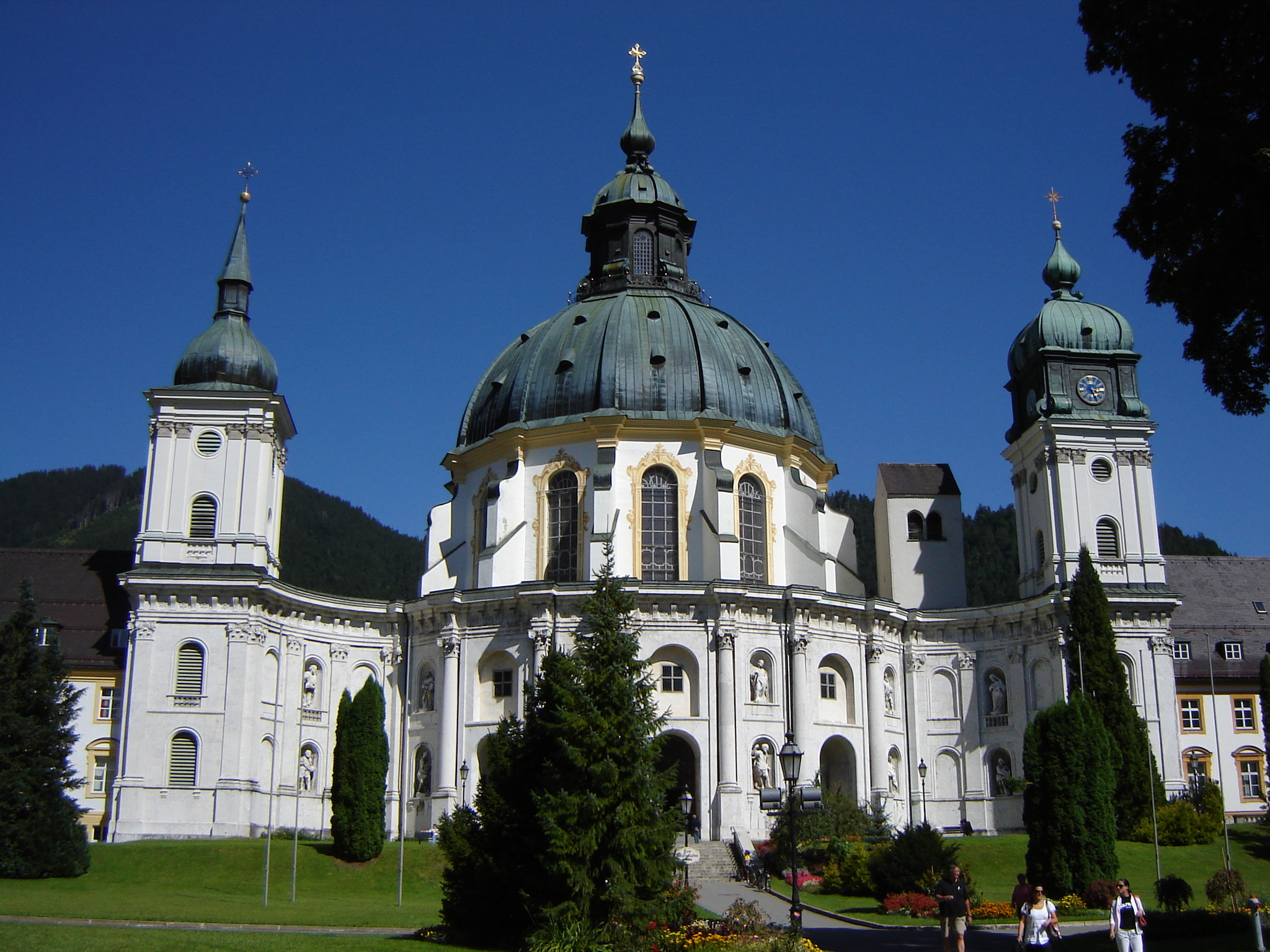

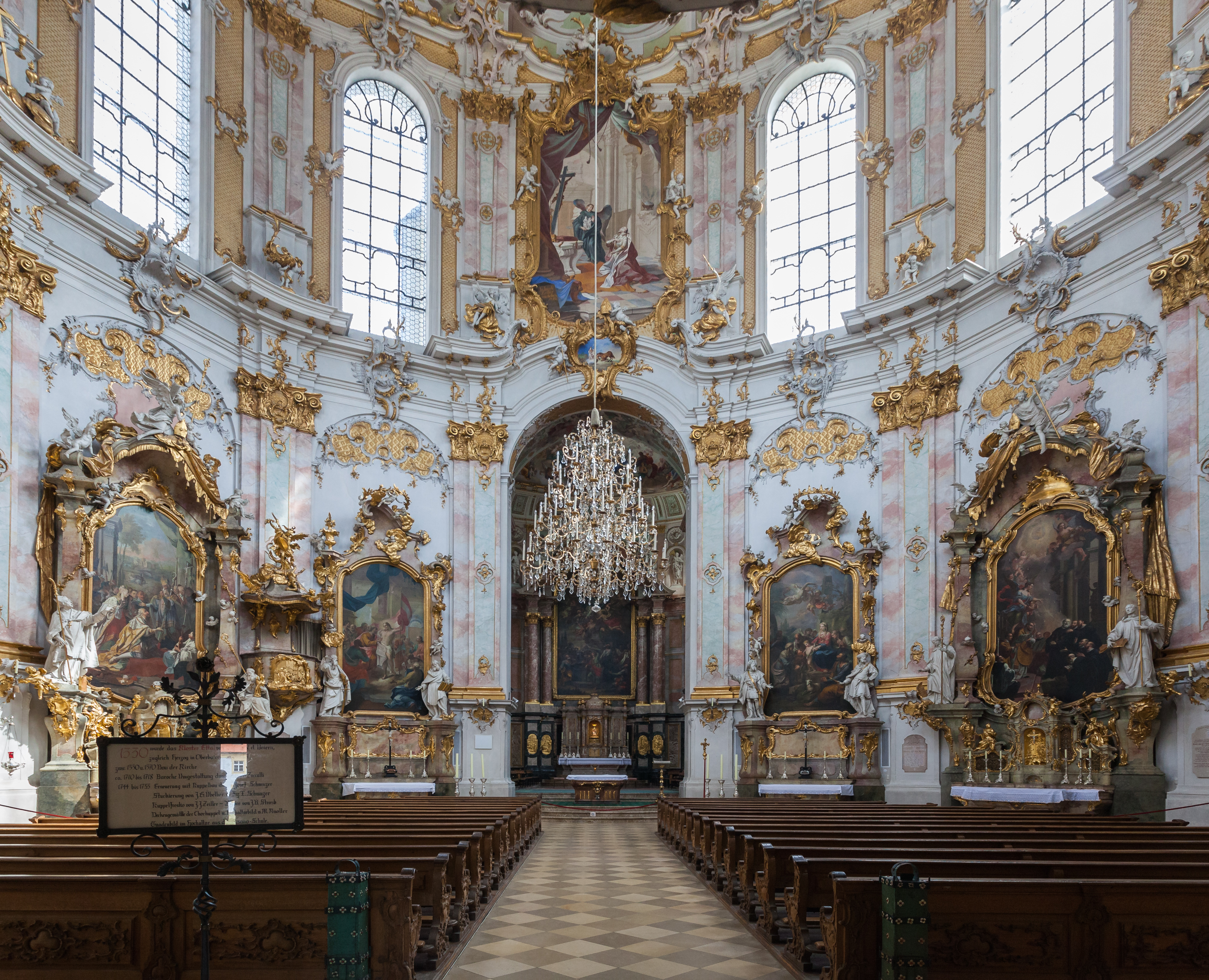

埃塔尔修道院（德語：  Kloster Ettal) 是一座本笃会修道院，位于德国巴伐利亚州加米施-帕滕基兴县，上阿默高和加米施-帕滕基兴 附近的埃塔尔村。截至 2005 年，修道院里约有50 多名修士，另有 5 名修士在韦希塞尔堡，是最大的本笃会修道院之一，也是吸引游客的著名景点。修道院曾在1803年关闭，1900年重建。1920年，修道院的圣母升天堂升格为宗座圣殿。
修道院由路易四世建于1330年。圣母像来自比萨，很快成为朝圣目的地。